# Цигендорф
Цигендорф (нем. Ziegendorf) — коммуна в Германии, в земле Мекленбург-Передняя Померания.
Входит в состав района Пархим. Подчиняется управлению Пархимер Умланд.  Население составляет 688 человек (на 31 декабря 2010 года). Занимает площадь 36,48 км².
Коммуна подразделяется на 6 сельских округов.